# D&D Beyond
D&D Beyond — официальный набор цифровых инструментов и игровых приключений для пятого издания Dungeons & Dragons. D&D Beyond («DDB») — это сборник со всеми правилами игры, знаниями и приключениями, включающий в себя цифровые инструменты, такие как конструктор персонажа, цифровой лист персонажа и интерактивное расширение Twitch Extension. Он содержит официальный контент D&D, а также имеет возможность создавать и добавлять пользовательские материалы. D&D Beyond также регулярно публикует видео, стримы и статьи, включая интервью с сотрудниками Dungeons & Dragons, анонсы контента, а также еженедельные обновления для разработчиков. Сервис бесплатен и получает прибыль от покупок цифрового контента, рекламы и подписок. D&D Beyond — единственный источник онлайн-версий официальных пятых выпусков Dungeons & Dragons, включая книги правил, приключения, кампании и других материалов. Он принадлежит компании Curse LLC, ранее являвшейся дочерней компанией Twitch . 12 декабря 2018 года Fandom (Wikia) объявил, что приобрел Curse и D&D Beyond.

## История
D&D Beyond был запущен 15 августа 2017 года после первоначально бета-тестирования, начавшегося 21 марта 2017 года.

### Приобретение Фэндомом
12 декабря 2018 года Fandom (Wikia) объявил о приобретении Curse LLC.

## Платформы
Система управления контентом и персонажами в основном базируется на функциях браузеров, благодаря чему работает как на мобильных устройствах, так и на компьютерах.
4 марта 2018 года мобильное приложение D&D Beyond впервые было запущено в бета-тестирование, направленное на предоставление доступа к формате электронной читалки Dungeons & Dragons. Это единственное официальное приложение, содержащее контент для Dungeons & Dragons, где его можно скачать в автономном режиме. Приложение критикуется сообществом за отсутствие листов персонажей или конструктора персонажей. Разработчик сообщил, что этот функционал появится на следующем этапе бета-тестирования.